# 赤飯 (赤い公園のアルバム)
『赤飯』（せきはん）は、赤い公園の1作目のベスト・アルバム。2018年2月14日にユニバーサルミュージックから発売された。

## 概要
自身初となるベスト・アルバム。前作『熱唱サマー』から約6ヶ月ぶりのリリース。メジャー・デビュー以降に発表した全作品の中から、メンバー自身が選曲した22曲を収録。

## リリース形態
初回限定盤2形態と通常盤の合計3形態で発売。
初回生産限定盤「熱唱祭り盤」の特典DVDには、2017年8月31日を以て脱退することを発表したボーカル・佐藤千明のラストライブ『熱唱祭り』の模様全編を収録。
「ミュージックビデオ盤」の特典DVDには、メジャー・デビュー以降の15曲のミュージック・ビデオを収録。

## 収録曲
全作詞・作曲：津野米咲

### CD
1. NOW ON AIR [4:20]
プロデュース：蔦谷好位置
2ndアルバム『猛烈リトミック』収録曲
2. KOIKI [4:17]
プロデュース：蔦谷好位置
5thシングル
3. 今更 [2:56]
2ndシングルの1曲目
スペースシャワーTV2013年7月『POWER PUSH』
4. サイダー [4:00]
プロデュース：亀田誠治
2ndアルバム『猛烈リトミック』収録曲
5. 恋と嘘 [3:46]
プロデュース：亀田誠治
8thシングル
TBS系情報番組『王様のブランチ』2017年4月度エンディングテーマ
「恋する肌キュン by ロート製薬 肌ラボ」キャンペーンソング
6. ナンバーシックス [1:56]
2ndミニアルバム『ランドリーで漂白を』収録曲
7. 黄色い花 [3:50]
プロデュース：亀田誠治
3rdアルバム『純情ランドセル』収録曲
NHK Eテレ『グレーテルのかまど』エンディングテーマ
8. 風が知ってる [4:18]
プロデュース：亀田誠治
3rdシングルの1曲目
TVアニメ『とある飛空士への恋歌』エンディングテーマ
9. 塊 [2:43]
1stミニアルバム『透明なのか黒なのか』収録曲
10. 闇夜に提灯 [3:14]
プロデュース：蔦谷好位置
7thシングル
TBS系ドラマ『レンタルの恋』主題歌
11. のぞき穴 [2:13]
1stシングル
関西テレビ系ドラマ『呪報2405 ワタシが死ぬ理由』主題歌
12. ひつじ屋さん [2:28]
3rdシングルの2曲目
映画『呪報2405 ワタシが死ぬ理由 劇場版』主題歌
13. 西東京 [1:56]
プロデュース：會田茂一
3rdアルバム『純情ランドセル』収録曲
14. 絶対的な関係 [1:40]
プロデュース：亀田誠治
4thシングルの1曲目
フジテレビ系土ドラ『ロストデイズ』主題歌
15. カメレオン [4:24]
4thアルバム『熱唱サマー』収録曲
16. Canvas [3:36]
プロデュース：亀田誠治
6thシングル
17. ランドリー [3:27]
2ndミニアルバム『ランドリーで漂白を』収録曲
18. 透明 [3:51]
1stミニアルバム『透明なのか黒なのか』収録曲
19. デイドリーム [3:27]
プロデュース：PABLO a.k.a. WTF!?
3rdアルバム『純情ランドセル』収録曲
20. 交信 [4:43]
2ndシングルの2曲目
21. 東京 [3:39]
プロデュース：亀田誠治
3rdアルバム『純情ランドセル』収録曲
22. journey [4:22]
4thアルバム『熱唱サマー』収録曲

※DVDは初回限定盤のみに付属する。

### DVD（熱唱祭り盤）
2017年8月27日 Zepp Diver City TOKYO 「熱唱祭り」公演
| #   | タイトル                   | 作詞 | 作曲・編曲 |
| --- | -------------------------- | ---- | ---------- |
| 1.  | 「カメレオン」             |      |            |
| 2.  | 「AUN」                    |      |            |
| 3.  | 「急げ」                   |      |            |
| 4.  | 「ジョーカー」             |      |            |
| 5.  | 「塊」                     |      |            |
| 6.  | 「西東京」                 |      |            |
| 7.  | 「のぞき穴」               |      |            |
| 8.  | 「絶対的な関係」           |      |            |
| 9.  | 「今更」                   |      |            |
| 10. | 「サイダー」               |      |            |
| 11. | 「恋と嘘」                 |      |            |
| 12. | 「いちご」                 |      |            |
| 13. | 「プラチナ」               |      |            |
| 14. | 「私」                     |      |            |
| 15. | 「journey」                |      |            |
| 16. | 「勇敢なこども」           |      |            |
| 17. | 「交信」                   |      |            |
| 18. | 「BEAR」                   |      |            |
| 19. | 「最後の花」               |      |            |
| 20. | 「闇夜に提灯」             |      |            |
| 21. | 「KOIKI」                  |      |            |
| 22. | 「黄色い花」               |      |            |
| 23. | 「ほら」                   |      |            |
| 24. | 「セミロング」             |      |            |
| 25. | 「スーパーハッピーソング」 |      |            |
| 26. | 「楽しい」                 |      |            |
| 27. | 「NOW ON AIR」             |      |            |

### DVD（ミュージックビデオ盤）
| #   | タイトル         | 作詞 | 作曲・編曲 |
| --- | ---------------- | ---- | ---------- |
| 1.  | 「透明」         |      |            |
| 2.  | 「ランドリー」   |      |            |
| 3.  | 「のぞき穴」     |      |            |
| 4.  | 「今更」         |      |            |
| 5.  | 「交信」         |      |            |
| 6.  | 「風が知ってる」 |      |            |
| 7.  | 「絶対的な関係」 |      |            |
| 8.  | 「NOW ON AIR」   |      |            |
| 9.  | 「KOIKI」        |      |            |
| 10. | 「Canvas」       |      |            |
| 11. | 「黄色い花」     |      |            |
| 12. | 「闇夜に提灯」   |      |            |
| 13. | 「恋と嘘」       |      |            |
| 14. | 「journey」      |      |            |
| 15. | 「カメレオン」   |      |            |